# Lee Lim-saeng
Lee Lim-saeng ((이임생?, 李林生?); Incheon, 18 novembre 1971) è un ex calciatore e allenatore di calcio sudcoreano, di ruolo difensore.